# NGC 3595
NGC 3595 ist eine Elliptische Galaxie vom Hubble-Typ E/S0 im Sternbild Großer Bär am Nordsternhimmel. Sie ist schätzungsweise 99 Millionen Lichtjahre von der Milchstraße entfernt und hat einen Durchmesser von etwa 45.000 Lichtjahren.

Im selben Himmelsareal befinden sich u. a. die Galaxien NGC 3577 und NGC 3583.
Das Objekt wurde am 5. Februar 1788 von Wilhelm Herschel entdeckt.